# Województwo szczecińskie (1946–1975)

Województwo szczecińskie w latach 1946–1950

Województwo szczecińskie w latach 1950–1975

Województwo szczecińskie – dawna jednostka podziału administracyjnego Polski najwyższego szczebla, której stolicą był Szczecin.
Województwo szczecińskie zostało utworzone z tzw. Ziem Odzyskanych po II wojnie światowej od Niemiec. 14 marca 1945 r., jeszcze przed całkowitym oddaniem tych terenów pod administrację polską, Rząd Tymczasowy Rzeczypospolitej Polskiej podzielił je na okręgi. Jednym z nich był Okręg III – Pomorze Zachodnie, który obejmował także fragment ziemi lubuskiej i polskiej części Łużyc (dzisiejsza większa część województwa lubuskiego). Z części położonej nieco na północ od rzek Warty i Noteci utworzono 28 czerwca 1946 r. nowe województwo szczecińskie. Pierwotnie jego stolicą był Koszalin, później siedzibę przeniesiono do Szczecina. Powierzchnia wynosiła 30 251 km² (drugie co do wielkości, po poznańskim spośród 14 województw), a zamieszkiwało je 892 600 mieszkańców (w 1946 r.) Obejmowało ono obszar obecnego województwa zachodniopomorskiego oraz część zachodnią województwa pomorskiego.
W skład województwa wchodziły: 2 powiaty grodzkie Szczecin i Słupsk, oraz 24 powiaty ziemskie z siedzibami władz w Białogardzie, Bytowie, Choszcznie, Człuchowie, Dębnie (pow. Chojna), Drawsku Pomorskim, Gryficach, Gryfinie, Kamieniu Pomorskim, Kołobrzegu, Koszalinie, Łobzie, Miastku, Myśliborzu, Nowogardzie, Pyrzycach, Sławnie, Słupsku, Stargardzie, Szczecinie (powiat szczeciński z wcześniejszego powiatu wieleckiego z siedzibą w Nowym Warpnie), Szczecinku, Świnoujściu (pow. Wolin), Wałczu i Złotowie. Graniczyło z województwami: gdańskim od wschodu, pomorskim (bydgoskim) od południowego wschodu i poznańskim od południa, a także z radziecką strefą okupacyjną Niemiec od zachodu. W 1945 r. administracja polska pozbawiła praw miejskich 3 miasta: Banie, Bobolice i Widuchowa, w zamian przywróciła prawa miejskie Policom i nadała Międzyzdrojom.
28 czerwca 1946 r. utworzono ekspozyturę urzędu wojewódzkiego w Szczecinku, której zakres działania obejmował powiaty: białogardzki, bytowski, człuchowski, drawski, koszaliński, miastecki, sławieński, słupski, szczecinecki, wałecki i złotowski.
| Powiat             | Powierzchnia (km²) | Liczba ludności 14 II 1946 | Liczba ludności 14 II 1946 |
| Powiat             | Powierzchnia (km²) | ogółem                     | na km²                     |
| ------------------ | ------------------ | -------------------------- | -------------------------- |
| białogardzki       | 1650               | 70 512                     | 43                         |
| bytowski           | 617                | 18 778                     | 30                         |
| chojeński          | 1374               | 19 537                     | 14                         |
| choszczeński       | 1265               | 16 112                     | 13                         |
| człuchowski        | 1686               | 29 975                     | 18                         |
| drawski            | 1210               | 24 042                     | 20                         |
| gryficki           | 765                | 31 932                     | 42                         |
| gryfiński          | 1108               | 14 138                     | 13                         |
| kamieński          | 1138               | 10 934                     | 10                         |
| kołobrzeski        | 930                | 37 325                     | 40                         |
| koszaliński        | 1286               | 56 386                     | 44                         |
| łobeski            | 1191               | 22 699                     | 19                         |
| miastecki          | 1213               | 28 369                     | 23                         |
| myśliborski        | 1145               | 26 059                     | 23                         |
| nowogardzki        | 1262               | 20 463                     | 16                         |
| pyrzycki           | 1046               | 16 981                     | 16                         |
| sławieński         | 1555               | 68 533                     | 44                         |
| słupski            | 2268               | 125 553                    | 55                         |
| stargardzki        | 1219               | 22 698                     | 19                         |
| szczecinecki       | 2093               | 61 479                     | 29                         |
| Szczecin (miejski) | 351                | 72 948                     | 208                        |
| szczeciński        | 402                | 11 758                     | 29                         |
| wałecki            | 2152               | 36 435                     | 17                         |
| woliński           | 346                | 21 309                     | 62                         |
| złotowski          | 980                | 27 612                     | 28                         |

## Reforma w 1950

Województwo w latach 1950–1975

Po reformie administracyjnej z 1950 r. z części wschodniej wydzielono województwo koszalińskie, obszar województwa zmniejszył się o 58% do 12 744 km² (14. według powierzchni na 17 województw). Według danych z 1950 około 30% spośród Polaków przesiedlonych na teren województwa po II wojnie światowej stanowili Kresowianie.
W 1954 roku na podstawie kolejnej reformy administracyjnej zlikwidowano dotychczasowe gminy wiejskie i powołano gromady, których w województwie szczecińskim było 210. Powstał też wtedy nowy powiat goleniowski z części powiatów nowogardzkiego i kamieńskiego. Następowały też częste rewizje granic gromad (głównie łączenie), których w 1961 roku w województwie szczecińskim było 65.
Ludność województwa wynosiła w 1972 r. 923 tys. mieszkańców. W 1967 r. podzielone było na 13 powiatów ziemskich i 1 grodzki (Szczecin).
Siedziby powiatów ziemskich w 1967 r.: Choszczno, Dębno (pow. Chojna), Goleniów, Gryfice, Gryfino, Kamień Pomorski, Łobez, Myślibórz, Nowogard, Pyrzyce, Stargard Szczeciński, Szczecin i Świnoujście (pow. Wolin). Obecne miasto powiatowe Police było częścią powiatu Szczecin (ziemskiego). Graniczyło z województwami: od wschodu z koszalińskim, od południowego wschodu z poznańskim i od południa z zielonogórskim, a od zachodu z Niemiecką Republiką Demokratyczną. W 1972 r. prawa miejskie utraciły Boleszkowice, a rok później Międzyzdroje stały się częścią Świnoujścia. W 1973 r. status powiatu grodzkiego uzyskał Stargard Szczeciński.
| Powiat             | Powierzchnia (km²) | Liczba ludności 31 XII 1972 | Liczba ludności 31 XII 1972 | Miasta | Miasta                                            | Gminy | Siedziba             |
| Powiat             | Powierzchnia (km²) | ogółem (tys.)               | na km²                      | ogółem | w tym posiadające wspólną radę narodową z gminami | Gminy | Siedziba             |
| ------------------ | ------------------ | --------------------------- | --------------------------- | ------ | ------------------------------------------------- | ----- | -------------------- |
| chojeński          | 1325               | 53                          | 40                          | 6      | 4                                                 | 7     | Dębno                |
| choszczeński       | 1310               | 41,5                        | 32                          | 3      | 2                                                 | 7     | Choszczno            |
| goleniowski        | 1084               | 38,7                        | 36                          | 2      | 1                                                 | 5     | Goleniów             |
| gryficki           | 1019               | 54,5                        | 53                          | 3      | 1                                                 | 6     | Gryfice              |
| gryfiński          | 910                | 34,6                        | 38                          | 1      | 0                                                 | 6     | Gryfino              |
| kamieński          | 670                | 27,7                        | 41                          | 2      | 1                                                 | 6     | Kamień Pomorski      |
| łobeski            | 948                | 32,9                        | 35                          | 3      | 2                                                 | 4     | Łobez                |
| myśliborski        | 1063               | 47,5                        | 45                          | 3      | 1                                                 | 7     | Myślibórz            |
| nowogardzki        | 650                | 28,5                        | 44                          | 2      | 1                                                 | 5     | Nowogard             |
| pyrzycki           | 999                | 47,7                        | 48                          | 2      | 4                                                 | 8     | Pyrzyce              |
| stargardzki        | 1282               | 86,9                        | 68                          | 5      | 4                                                 | 9     | Stargard Szczeciński |
| Szczecin (miejski) | 300                | 350,1                       | 1167                        | 1      | nd.                                               | nd.   | Szczecin             |
| szczeciński        | 665                | 33,6                        | 50                          | 2      | 1                                                 | 5     | Szczecin             |
| woliński           | 530                | 45,4                        | 86                          | 1      | nd.                                               | nd.   | Świnoujście          |

## Ludność
| Data                         | Liczba mieszkańców | Liczba mieszkańców | Liczba mieszkańców |
| Data                         | ogółem             | miejska (%)        | wiejska (%)        |
| ---------------------------- | ------------------ | ------------------ | ------------------ |
| 14 II 1946 (spis sumaryczny) | 892 567            | 307 468 (34,45%)   | 585 099 (65,55%)   |
| 3 XII 1950 (spis powszechny) | 529 295            | 296 045 (55,93%)   | 233 250 (44,07%)   |
| 31 XII 1956                  | 683 tys.           | 400 tys. (58,6%)   | 283 tys. (41,4%)   |
| 1959                         | 748 tys.           | b.d. (62%)         | b.d. (38%)         |
| 6 XII 1960 (spis powszechny) | 757 884            | 470 272 (62,05%)   | 287 612 (37,95%)   |
| 1962                         | 793,9 tys.         | b.d. (62,9%)       | b.d. (37,1%)       |
| 31 XII 1963                  | 818 tys.           | 519 tys. (63,4%)   | 299 tys. (36,6%)   |
| 31 XII 1965                  | 847,6 tys.         | b.d.               | b.d.               |
| 1967                         | 871,9 tys.         | b.d.               | b.d.               |
| 31 XII 1968                  | 887 tys.           | 584 tys. (65,8%)   | 303 tys. (34,2%)   |
| 8 XII 1970 (spis powszechny) | 898 345            | 598 019 (66,57%)   | 300 326 (33,43%)   |
| 31 XII 1971                  | 908,3 tys.         | 608,2 tys. (67%)   | 300,1 tys. (33%)   |
| 31 XII 1972                  | 922,6 tys.         | 621,6 tys. (67,4%) | 301 tys. (32,6%)   |
| 31 XII 1973                  | 940 tys.           | 637 tys. (67,8%)   | 303 tys. (32,2%)   |
| 31 XII 1974                  | 955 tys.           | 651 tys. (68,2%)   | 304 tys. (31,8%)   |